# Йоли, Рюд
Рюд Йоли (нидерл. Ruud Jolie), при рожденииРюдолф Адрианюс Йоли (нидерл. Rudolf Adrianus Jolie, родился 19 апреля 1976 года в Тилбурге) — голландский музыкант, гитарист известной группы Within Temptation.

## Биография
С детства занимался музыкой. Первоначально отдавал предпочтение клавишным инструментам, но после просмотра концерта метал-группы Iron Maiden он предпочёл игру на гитаре. Обучался в консерватории по классу джаз-гитары, закончил консерваторию в 1999 году.

## Карьера
Начинал карьеру в маленьких группах (в особенности в ню-метал-группе Brotherhood Foundation). После концерта на фестивале в Чехии в 1998 году Рюд впервые встретился с музыкантами из Within Temptation, однако его в состав не приняли из-за протеста Михила Папенхове.
В 2001 году Рюд стал музыкантом в альтернативной группе Vals Licht, которая впервые стала исполнять песни на голландском языке. Спустя месяц после этого гитаристу позвонил представитель Within Temptation и предложил вакантное место гитариста (Папенхове покинул группу), однако Рюд отказался от предложения, так как не желал покидать новую группу.
Ещё через несколько месяцев у барабанщика Vals Licht Йоханна де Грота был обнаружен рак, а в это же время Within Temptation снова обратилось с просьбой к Йоли. Он снова отказал в просьбе, не желая бросать Vals Licht. После долгих уговоров Рюд согласился временно выступать в составе Within Temptation.
Летом 2001 года Within Temptation выступала с концертом в Мехико. Йоли самостоятельно добирался до города и старался доказать, что готов стать постоянным участником группы, чем приятно удивил Within Temptation. Несмотря на то, что место Рюда было уже занято, после завершения концерта группа в третий раз предложила Йоли стать участником группы, и Йоли наконец согласился.

## Дискография в составе Within Temptation
- Mother Earth Tour (2002)
- «Running Up That Hill» (2003)
- «Stand My Ground» (2004)
- The Silent Force (2004)
- «Jillian (I’d Give My Heart)» (2005)
- The Silent Force Tour (2005)
- «Memories» (2005)
- «Angels» (2005)
- «What Have You Done» (2007)
- The Heart of Everything (2007)
- «Frozen» (2007)
- «The Howling» (2007)
- «All I Need» (2007)
- «Forgiven» (2008)
- Black Symphony (2008)
- «Utopia» 2009
- An Acoustic Night at the Theatre 2009

## Гитары
Рюд использует гитары следующих марок:
- Mayones Guitars & Basses
- PRS Guitars
- Gibson (Paul Reed Smith)